# Nagrada hrvatskog glumišta za izuzetno ostvarenje mladom baletnom umjetniku do 28 godina
Popis dobitnika Nagrade hrvatskog glumišta u kategoriji izuzetnog ostvarenja mladog baletnog umjetnika do 28 godina. Nagrada se dodjeljuje svake dvije godine.
1999./2000. Zdravko Sočo

2002./2003. Edina Pličanić

2004./2005. Edina Pličanić

2006./2007. Pavla Mikolavčić

2008./2009. Petra Vargović

2010./2011. Daria Brdovnik-Bukvić

2012./2013. Iva Vitić

2014./2015. Iva Vitić

2015./2016. Marta Kanazir

2018./2019. Ozana Mirković

2020./2021. Anamarija Marković

2022./2023. Maria Matarranz De Las Heras